# 中南米諸国とレース
中南米諸国とレース（ちゅなんべいしょこくとレース）では、中南米諸国におけるレースの歴史について述べる。
中南米諸国では、16世紀末のスペインによる征服後に、イエズス会等の宣教師たちの到着により、レース文化が紹介されたと考えられている。しかし、大規模に生産されることはなく、ヨーロッパから逆に輸入していた。
ブラジルではポルトガルの植民地になったとき、ポルトガル人によりレース作りが教えられたが、長期間未発達に終わった。バイア地方では、現在でもクリュニーレースやトーションレースが生産されている。
パラグアイではレースが発達し「パラグアイ」と名づけられた特殊なレースが評判となった。これは、中心部の周りに放射線状にモチーフを配置した、丸い枠で作るニードルレースである。これはスペインでも作られていた。現在でも、アゾレス諸島で作られている。